# Branislav Sekulić
Branislav Sekulić - em sérvio, Бpaниcлaв Ceкулић (29 de outubro de 1906 - 24 de setembro de 1968) - foi um futebolista iugoslavo. Ele competiu na Copa do Mundo de 1930, sediada no Uruguai, na qual a Iugoslávia terminou na quarta colocação dentre os treze participantes.